# Vivárium
Vivárium je zařízení pro chov různých druhů živočichů (zejména cizokrajných), obvykle upravené tak, aby se co nejvíce podobalo přirozenému prostředí. Mezi vivária patří například akvária, terária, paludária, akvaterária či formikária, insektária.